# 대샤 폴랑코
대샤 폴랑코(Dascha Polanco, 1982년 12월 3일 ~ )는 도미니카 공화국 출신 미국의 배우이다.

## 출연 작품
- 인 더 하이츠 - 쿠카 역